# Fulko (imię)
Fulko – imię męskie pochodzenia germańskiego, pochodzące od skandynawskiego słowa folk oznaczającego „lud, ludzie”. Istnieje kilku świętych o tym imieniu.
Fulko imieniny obchodzi 26 października i 10 grudnia.
Znane osoby o tym imieniu:
- Fulko Czcigodny (zm. 900) – arcybiskup Reims od 882;
- Fulko – hrabia Perche w X w., zwany też Fulcois, Fulcuich;
- Fulko I Rudy (zm. 941) – pierwszy hrabia Andegawenii (898-941), wywodził się z dynastii Ingelgerów;
- Fulko II Dobry (ur. 920, zm. 958) – syn Fulka I, rządził w l. 941-958;
- Fulko III Czarny (ur. 972, zm. 1040) – wnuk Fulka II, był hrabią od 987 do swojej śmierci;
- Fulko IV le Réchin (ur. 1043, zm. 1109) – wnuk Fulka III (po kądzieli), władał w okresie 1068-1109, należał do dynastii Plantagenetów;
- Fulko V Młody (ur. 1092, zm. 1143) – syn Fulka IV, hrabia w l. 1109-1131), król Jerozolimy od 1131 do swojej śmierci.
- Fulko I d’Este (zm. 1128) – markiz Este (1097-1128) z rodu D’Este;
- Fulko z Neuilly (zm. 1201) – XII-wieczny, francuski kaznodzieja, głosiciel IV krucjaty;
- Folquet de Marseille (zm. 1231) – trubadur, a od 1205 biskup Tuluzy;
- Fulko (zm. 1258) – arcybiskup gnieźnieński od 1232, znany też pod imieniem Pełka;
- Fulko II d’Este – senior Ferrary w 1308;
- Foulques de Villaret (zm. 1327) – wielki mistrz zakonu joannitów w l. 1305-1319.

Postacie fikcyjne:
- Fulko de Lorche – bohater powieści Henryka Sienkiewicza Krzyżacy.